# Kovrdžavi bišon
Kovrdžavi bišon (фр. Bichon a poil frisé) je rasa pasa, malog rasta, karakteristična po beloj, dugoj i kovrdžavoj dlaci.

## Opis
Bišon je mali beli pas, duge i kovrdžave dlake. Ima duge uši koje vise tik uz glavu, tamne, okrugle oči sa crnim ivicama, prilično dug, zakrivljen vrat, rep nosi dostojanstveno prebačen preko tela. Voli da bude u društvu čoveka. Ima nezavisan duh, inteligentan je, odan, smeo i živahan. Sa njim je lako živeti jer je izuzetno veseo i samouveren. Lako ga je dresirati, uvek je spreman svima da udovolji kako bi zadobio ljubav i pažnju. Voli kada su ljudi oko njega srećni. Prirodno su druželjubivi i najsrećniji su kada su sa porodicom koja ih vodi svuda sa sobom. Odlično se slažu sa drugim psima, ostalim životinjama i decom. Veoma su poslušni, umeju da upozore na neobične zvuke, lako uče trikove. Kao i većina malih pasa, i bišon ponekad teže nauči da ne vrši nuždu u zatvorenom prostoru. Kovrdžavom bišonu su potrebna pravila ponašanja i granice koje mora da poštuje. Neophodno je da ga vodite u porodične šetnje, to je za njega šetnja u čoporu.
Ne treba dozvoliti bišonu da pati od „sindroma malog psa“, što je mogući poremećaj u ponašanju kod svih malih rasa. Tada pas veruje da je on vođa čopora, odnosno porodice u kojoj živi i počinje da im nameće sopstvena pravila. To može da prouzrokuje niz problema u ponašanju kao što su: neprestano lajanje, anksioznost usled samoće, nepoverljivost prema strancima, pa čak i ujedanje. Ovo nisu karakteristike bišona, već nastaju zbog neadekvatnog odnosa između psa i čoveka. Ukoliko ste stabilan, samouveren, smiren, dosledan gazda psu i ako mu obezbedite svakodnevne duge porodične šetnje, bišon će vam biti idealan mali ljubimac, stabilan i pouzdan.
- Težina mužjaka: 3-8
- Težina ženke: 3-6
- Visina mužjaka: 23-40
- Visina ženke: 23-30

## Dužina života
Životni vek od 12 do 15 godina.

## Nega i zdravlje
Kovrdžavi bišon je zdrava i dugovečna rasa. Jako se malo linja, ali ima veoma gustu kovrdžavu dlaku koju je iznad svega potrebno redovno održavati. U periodu odrastanja, potrebno ga je češljati svakodnevno. Za odrasle pse preporučuje se češljanje makar jednom nedeljno i odlazak kod frizera za pse jednom mesečno. Ukoliko se redovno ne četka, dlaka će se ućebati i umrsiti do te mere da se ne može raščešljati uopšte. U tom slučaju ispod ućebane dlake mogu se stvoriti rane. Četkanje je neophodno i pre kupanja iz istih razloga. Pored dlake, kada su bišoni u pitanju, potrebno je obratiti pažnju i na negu očiju, budući da je rasa podložna očnim infekcijama i stvaranju katarakte.

## Galerija
- Štene kovrdžavog bišona

## Napomene
1. ↑  Reč  često se koristi za opisivanje malih, belih pasa kao npr. tulearskog kudravog psa, malteškog psa, friza-kudravog belog psa, bolonjskog psa...